# 酸沼

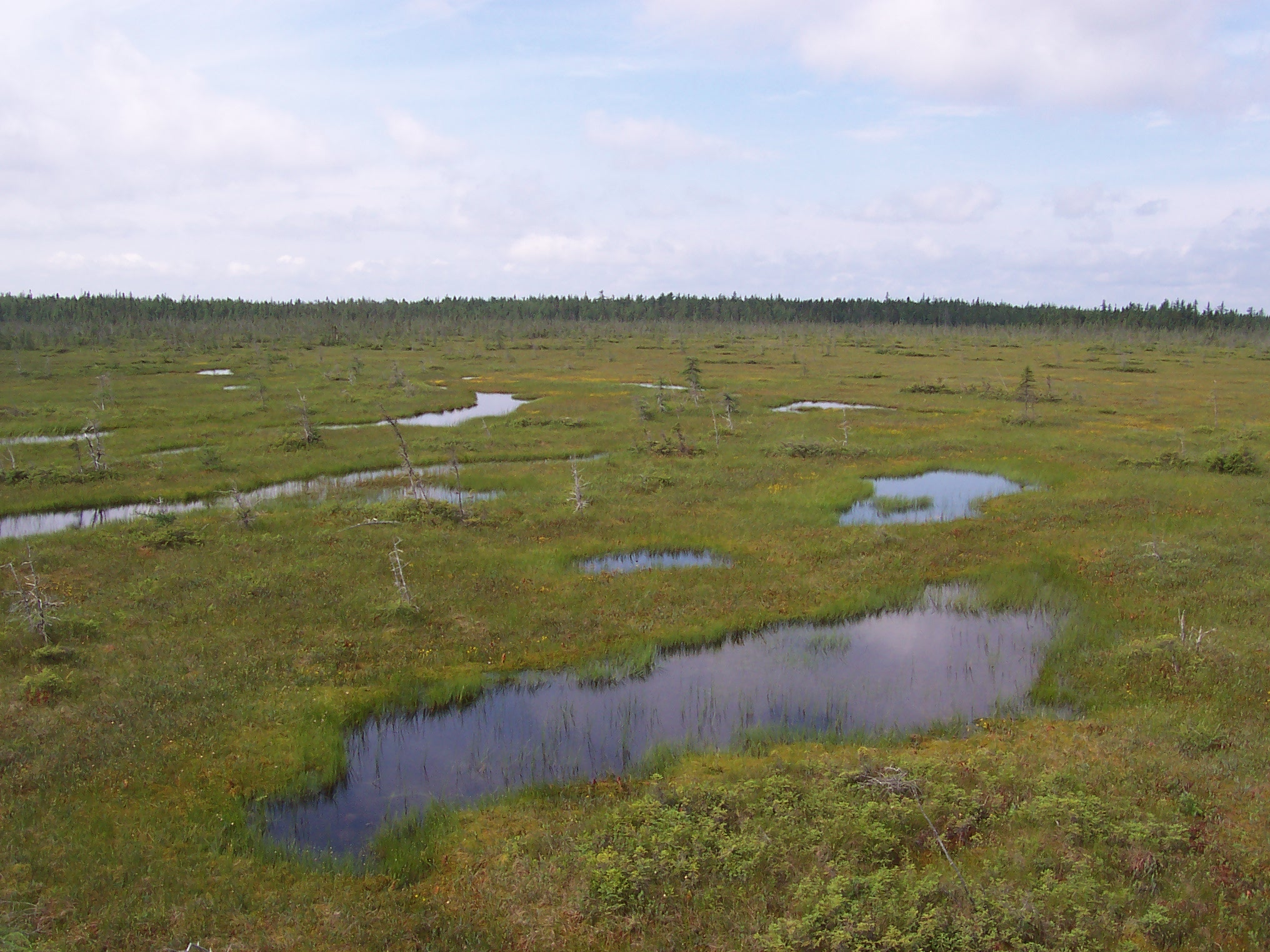
加拿大魁北克弗龙特纳克国家公园的酸性泥炭沼泽

酸沼（英文：bog），即酸性泥炭沼泽，是一种泥炭沼泽，该种湿地有酸性泥炭与死亡植物（通常为苔藓，多半為泥炭蘚屬.，在北极地区則可能为地衣）的积累。由于营养不足，典型植物为水藓。累積大量死亡植物組織的酸沼可以被視為是碳吸儲庫。
酸性泥炭沼泽通常位于水位线以上，有时水源完全由雨水和大气降水补给，水分都常屬酸性且缺乏營養物質。从酸沼流出的水会呈现一种特有的褐色，由泥炭中的鞣質分解造成。酸沼对环境很敏感，且具有許多獨特的動物、真菌及植物物種，对生物多样性有重要作用。